# Michel Auer

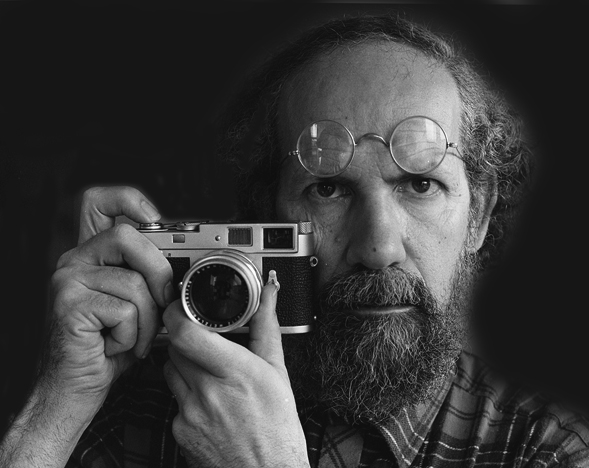
Selbstporträt Michel Auer

Michel Auer (* 30. Mai 1933 in Zürich; † 22. Oktober 2024 in Genf) war ein französisch-schweizerischer Fotograf, Sammler und Fotohistoriker.

## Leben
Er wurde 1933 als Sohn von Jules Auer und Victoire Auer (geb. Frontaid) in Zürich geboren. Nach dem Besuch der Primarschule von 1941 bis 1945 in Genf und der Sekundarschule von 1946 bis 1951 in Glarisegg in der Deutschschweiz absolvierte er eine Lehre als Werbefotograf in Zürich.
Nach Absolvierung des Schweizer Militärdienstes im Jahr 1954 gründete er im Folgejahr in Genf ein Atelier für Werbefotografie. Er heiratete Françoise Guerin, von der er sich 1968 nach der Geburt von drei gemeinsamen Kindern (Martine, Laurence und Georges Nicéphore) scheiden liess. Im Jahr 1958 erlangte er den eidgenössischen Meistertitel als Fotograf.
Im Jahr 1960 baute er das Labor Big in Genf auf, welches sich auf grossformatige Foto-Vergrösserungen in Schwarz-Weiss und Farbe spezialisierte. Bis 1975 war er Leiter des Unternehmens.
Im Jahr 1961 gab er die Werbefotografie auf und widmete sich dem Sammeln von Fotoapparaten sowie dem Verfassen verschiedener Bücher zu diesem Thema. Im Jahr 1976 gründete er zusammen mit Michèle Ory einen Stand auf dem Flohmarkt in Paris, der auf Kameras und Fotografien spezialisiert war. Im Jahr 1980 heiratete er Michèle Ory.

## auer photo foundation
Im März 2009 gründete er gemeinsam mit seiner Frau Michèle die Stiftung auer photo foundation, die es ihm ermöglicht, seine aus über 10'000 Fotografien bestehende Sammlung sowie Gegenstände, die mit der Fotografie in Verbindung stehen, zu erhalten und auszustellen zu fördern, neue Objekte und fotografische Werke zu erwerben, Ausstellungen zu organisieren, die Internationale Enzyklopädie der Fotografen zu verbreiten und täglich zu aktualisieren. Des Weiteren veröffentlicht die Stiftung Werke, die zu einem besseren Verständnis der Fotografie beitragen, fördert junge Künstler sowie vergessene oder übersehene Künstler, organisiert Seminare, Workshops und nimmt Forscher, Künstler, Studenten und Praktikanten als Gäste auf.
Die Sammlung umfasst mehr als 500 Kameras, 21'000 Bücher, unveröffentlichte Werke, 50'000 Originalabzüge, Kunstwerke, Literatur, Postkarten und Poster und zeichnet die Geschichte der Fotografie von 1839 bis heute nach.

## Auszeichnungen
- 1989: Fédération internationale des artistes photographes du Club photographique de Riga, Lettonie, Diplom.
- 1989: Association des artistes photographes de Pologne, Médaille du 150e anniversaire de la photographie.